# نقاط الزناد الليفي العضلي
نقاط الزناد الليفي العضلي، (بالانجليزية :trigger points) والمعروفة أيضًا بنقاط الزناد أو العقد العضلية ، توصف بأنها أماكن تهيجية في العضلات الهيكلية، وهي مرتبطة بعقيدات واضحة في الأشرطة المشدودة للخلايا العضلية. وهي محل خلاف دائم بسبب وجود معطيات وحقائق محدودة لوصفها وفهمها. بالتالي، فإن الفئات التي تتقبل فكرة أن تكون اللفافة العضلية مصدرًا للألم هم المعالجون الطبيعيون، والمعالجون اليدويون، وأخصائيو تقويم العظام. ومع ذلك، فإن مفهوم وفكرة نقاط الزناد توفر أساسًا يمكن الاستناد عليه لوصف ألم عضلي هيكلي معين.
يوضح أنموذج نقاط الزناد أن هناك ألمًا غير مفسر يتشعب بشكل متكرر من نقاط الإيلام هذه إلى مناطق أوسع في الجسم، وأحيانًا تكون هذه المناطق بعيدة عن نقاط الزناد نفسها. يزعم من تعرض لذلك أن هناك أنماط ألم حاد معينة منقولة تربط الألم في مكان ما مع نقاط الزناد في أماكن أخرى. هناك تباين في منهجية تشخيص نقاط الزناد ونقص في النظريات التي تشرح كيف تظهر هذه النقاط ولماذا تولد أنماطًا معينة من الألم المنقول.
يمكن أن يثير الضغط على نقطة الزناد ألمًا موضعيًا، أو ألمًا منقولًا، أو استجابة نفضية موضعية. الاستجابة النفضية الموضعية ليست مثل التشنج العضلي، لأن التشنج يحدث بسبب انقباض كامل للعضلة، بينما تحدث هذه الاستجابة على كامل العضلة أيضًا ولكنها تقتضي نفضة صغيرة لا انقباضًا.
ومن بين الأطباء، قد يستخدم عدد من المختصين علاج نقطة الزناد، من بينهم المعالجون الطبيعيون المختصون بالطب الطبيعي وإعادة التأهيل، وأخصائيو تقويم العظام. تتناول المؤسسات التعليمية الخاصة بإعداد أخصائيي تقويم العظام وأخصائيي تقويم العمود الفقري جانب نقاط الزناد في برامجها التدريبية. يملك أخصائيو العناية بالصحة الآخرون مثل مدربي الرياضة، وأخصائيي العلاج الوظيفي المهني، وأخصائيي التدليك، والمعالجين بالإبر فكرةً عن هذا الموضوع، ويستخدم كثير منهم نقاط الزناد في عملهم الطبي السريري.

## الأعراض والعلامات
استخدم مصطلح «نقاط الزناد» لأول مرة عام 1942م من الطبيبة جانيت ترافيل لوصف حالة مرضية بهذه المواصفات:·     
- يرتبط الألم بنقطة متفردة سريعة التهيج في العضلة الهيكلية أو اللفافة، وسببه ليس إصابة أو التهابًا أو تنكسًا، أو ورمًا أو عدوى.
- الشعور بنقطة الألم كعقيدة أو شريط في العضلة، ويمكن إثارة استجابة نفضية على تنبيه نقطة الزناد.
- إن جس نقاط الزناد يُشعر المريض بالألم مرة أخرى، ويتشعب الألم في توزيع نمطي على العضلة التي تحتوي نقطة الزناد.

## الفيزيولوجيا المرضية
يمكن أن يُعزى تنشيط نقاط الزناد إلى عدة عوامل، تتضمن التحميل الحاد والمتكرر للعضلة، والتنشيط من نقطة زناد أخرى (أساسي أو ثانوي)، والمرض، أو الضيق والضجر النفسي (بواسطة الالتهاب الجهازي)، واختلالات التوازن الداخلي، وتعرض المنطقة لصدمة مباشرة، وقد تكون هذه الصدمة ناتجة بسبب تصادم مثل حوادث تحطم السيارات التي تضغط على عدة عضلات وتسبب نقاط زناد فورية، واعتلال الجذور، والإصابة بالعدوى، والمشكلات الصحية مثل التدخين.
تتشكل نقاط الزناد في العضلات فقط. حيث تشكل هذه النقاط انقباضًا موضعيًا في عدد صغير من الخلايا العضلية في عضلات أكبر أو حزمة من العضلات، والتي تمكنها من سحب الأوتار أو الأربطة المتصلة بالعضلة، ويمكنها أن تتسبب بألم بعمق المفصل حيث لا توجد عضلات. تنص الفرضية المتكاملة على أن نقاط الزناد تتشكل من إطلاق كمية كبيرة من الأستيل كولين، الذي ينتج عنه زوال الاستقطاب بين الخلايا العضلية. وفي الواقع، لدى نقاط الزناد تركيب كيميائي غير طبيعي بنسب مرتفعة من الأستيل كولين، والنورأدرينالين، والسيروتونين، ورقم هيدروجيني أقل. هذه الانقباضات الدائمة للقطع العضلية تضغط التغذية الدموية مؤدية إلى تقييد الاحتياجات للطاقة في المنطقة. وتنتج أزمة الطاقة هذه مواد محسّسة تتفاعل مع بعض أعصاب مستقبلات الألم المارة في المنطقة، والتي بدورها يمكن أن تولد آلامًا موضعية داخل العضلات عند الوصل العضلي العصبي (ترافيل وسيمونس 1999). وعندما تتواجد نقاط الزناد في العضلات فغالبًا ما يكون هناك ألم وضعف في الهياكل المرتبطة بها. وتتبع أنماط الآلام هذه في العضلات مسارات عصبية محددة تم تخطيطها بسهولة للسماح بتحديد العوامل المسببة لهذه الآلام. لدى العديد من نقاط الزناد أنماط ألم متداخلة، وبعضها يخلق علاقات دورية متبادلة تحتاج إلى علاج على نطاق واسع لإزالتها.

## التشخيص

### التصوير
خلصت مراجعة أجريت عام 2008 في أرشيف الطب البدني وإعادة التأهيل لدراستين حديثتين إلى أنه يمكن تقليل بعض الجدال المحيط بأسباب وتعريف نقاط الزناد الليفي العضلي. وقد تقدم الدراسة التي أجراها تشن حول استخدام تصوير تخطيط المرونة بالرنين المغناطيسي للشريط المشدود في نقاط الزناد الليفي العضلي للعضلات شبه المنحرفة العليا إيضاحًا مقنعًا عن سبب أعراض هذه النقاط. تخطيط المرونة بالتصوير المغناطيسي هو تعديل في جهاز تصوير الرنين المغناطيسي الحالي لإجهاد الصور المنتَجة من الأنسجة المجاورة بدرجات مختلفة من الشد. يُظهر هذا التقرير صورة مخطط مرونة بالتصوير المغناطيسي لشريط مشدود، حصل فيها زيادة في الشد على شكل حرف V مقارنة بالأنسجة المحيطة. وكانت النتائج كلها متسقة مع مفهوم أنه يمكن كشف الشرائط المشدودة وقياسها باستخدام تصوير الرنين المغناطيسي. وتشير النتائج التي توصلت إليها الدراسة إلى أن صلابة الشرائط المشدودة عند المرضى الذين يعانون من ألم ليفي عضلي قد تكون أكبر بنسبة 50% من صلابة النسيج العضلي المحيط، وتشير أيضًا إلى أن تصوير مخطط المرونة بالرنين المغناطيسي يمكن أن يظهر كم التباين في التوتر العضلي والذي لم يكن من الممكن تحديده من قبل إلا من خلال الفحص.
وفي الدراسة التي أجراها شاه وشركاؤه، أظهر الباحثون الجدوى من عملية الشفاء المستمرة للجزيئات الصغيرة من الأنسجة الناعمة في الجسم الحي دون آثار ضارة، إذ تمكنوا باستخدام هذه التقنية من استكشاف الكيمياء الحيوية للعضلة في مواضيع نقاط الزناد الليفي العضلي، وعكس ذلك أيضًأ في عضلات أخرى.

### متلازمة ألم اللفافة العضلية
تلخص الابتكار الرئيسي في عمل ترافل في تقديم مفهوم متلازمة الألم العضلي التليفي. والذي يوصف بأنه فرط تهيج في العضلات يمكن أن يؤدي بقوة إلى تعديل في وظائف الجهاز العصبي المركزي. يميز ترافيل وأتباعه هذا عن الألم العضلي الليفي (الفيبرومالغيا) الذي يتسم بآلام واسعة الانتشار، ويوصف بأنه زيادة مركزية في حس وإدراك الألم ما يؤدي إلى إيلام عميق بالأنسجة يشمل العضلات. وتقدر الدراسات أنه في 75-95% من الحالات يكون الألم الليفي العضلي هو السبب الرئيسي للألم الموضعي. يرتبط الألم الليفي العضلي بألم عضلي ناشئ من نقاط الزناد، وهي نقاط بؤرية مؤلمة، قطرها بضعة ملليمترات، وجدت في مواقع متعددة في العضلة ولفافة النسيج العضلي. أظهرت الفحوصات الخزعية للأنسجة أن نقاط الزناد كانت متهيجة والمغازل العضلية كانت نشطة كهربائيًا في أنسجة العضلات العامة.

### التشخيص الخاطئ للألم
إن التشخيص الخاطئ للألم هو القضية الأكثر أهمية التي يأخذها ترافيل وسيمونز بعين الاعتبار، إذ إن الألم المنقول من نقاط الزناد يتشابه مع أعراض قائمة طويلة من الأمراض الشائعة، ولكن الأطباء حين يدرسون ويقدرون كل الأسباب الممكنة للحالة، فإنهم نادرًا ما يأخذون بعين الاعتبار الألياف العضلية كمصدر للألم. تاريخيًا، لم تكن دراسة نقاط الزناد جزءًا من التعليم الطبي. ويرى كل من ترافيل وسيمونز أن أغلب الآلام اليومية الشائعة ناجمة عن نقاط الزناد، وأن الجهل بهذا المفهوم الأساسي قد يؤدي حتمًا إلى تشخيص خاطئ وفشل مطلق في التعامل مع الألم بشكل فعال.

## العلاج

### العلاج الطبيعي للعضلة
قد يستخدم المعالجون المداواة العضلية (على شكل ضغط عميق كما في نهج بوني برودانت، أو التدليك أو الطبطبة كما في نهج الدكتور جرينر)، والاهتزاز الميكانيكي، والأمواج فوق الصوتية، والتحفيز الكهربائي، وحقن نقطة الزناد، والوخز الجاف بالإبر، والعلاج بالليزر منخفض المستوى، وتمارين الإطالة التي تعتمد التثبيط المتبادل داخل النظام العضلي. ويمكن للأطباء استخدام المرفق أو الأرجل أو الأدوات المختلفة لتوجيه الضغط مباشرة على نقطة الزناد تجنبًا للاستخدام المفرط لأيديهم.
ويعتمد نظام العلاج الناجح على تحديد نقاط الزناد، وحلها، وإذا أُجري تثبيط جميع نقاط الزناد؛ فإن ذلك سيؤدي إلى تمدد الهياكل المتأثرة على طول نطاق حركتها وطولها الطبيعي. في حالة العضلات التي تستهدفها معظم العملية العلاجية، فإن ذلك يتضمن تمارين الإطالة للعضلات، والتحفيز العصبي العضلي. يجب أيضًا علاج اللفافات المحيطة بالعضلات للتمدد، وإلا فإن العضلات سوف تعود ببساطة إلى مواقع تمكن ظهور نقاط الزناد من جديد. وترتبط نتائج العلاج اليدوي مع مستوى مهارات المعالج. إذا ضُغط على نقاط الزناد لفترة قصيرة جدًا، فقد تتنشط؛ وإذا ضُغط عليها لفترة طويلة، فقد تضطربُ أو قد تصاب العضلة بكدمة محدثةً بذلك ألمًا في المنطقة، وقد تستمر هذه الكدمات لمدة تتراوح بين يوم وثلاثة أيام بعد العلاج. ويمكن أن يحدث الألم أيضًا بعد التدليك إذا ضغط المدلك على نقاط الزناد الكامنة أو النشطة التي لا يلحظها أحد، أو إذا لم يمتلك المهارة اللازمة لعلاجها.
توصل باحثون في مجال الطب القائم على الأدلة عام 2001 إلى أن الأدلة على فائدة مفهوم نقاط الزناد في تشخيص الألم العضلي الليفي ضعيفة، ومؤخرًا، تم الربط ما بين نقاط الزناد الليفي العضلي والألم الليفي العضلي.

### المخاطر
إن العلاج سواء كان بشكل ذاتي أو قام به أحد المتخصصين، ينطوي على بعض المخاطر المتأصلة. فقد يؤدي إلى تلف النسيج الناعم والأعضاء الأخرى. فعلى سبيل المثال، إن نقاط الزناد في الجزء العلوي من العضلة المربعة القطنية قريبة جدًا من الكلى، وقد يؤدي العلاج السيّئ لها (ولا سيما الحقن) إلى قصور (فشل) كلوي. وبالمثل، فإن معالجة العضلة الماضغة قد يدمر الغدد اللعابية لهذه العضلة. وعلاوة على ذلك، يرى بعض الخبراء أن نقاط الزناد قد تنمو كتدبير وقائي ضد المفاصل غير المستقرة.